# Будзиска
Будзиска (пол. Budziska, нім. Budzisken, 1938-1945 Herbsthausen) — село у Ґолдапському повіті Вармінсько-Мазурського воєводства. Адміністративно підпорядковане ґміні Бане-Мазурське.
Від 1975 року до адміністративно-територіальної реформи 1998 року належало до Сувалцького воєводства.